# Ламарка, Таня
Таня Ламарка Селада (исп. Tania Lamarca Celada; род. 7 мая 1981 года, Витория-Гастейс, Испания) — испанская гимнастка, олимпийская чемпионка.

## Биография
Участвовала в летних Олимпийских играх 1996 года в Атланте и завоевала золотую медаль в составе испанской сборной. Команду сформировали Лорена Гурендес, Эстела Хименес, Марта Бальдо, Нурия Кабанильяс, Эстибалис Мартинес и Таня Ламарка.
В 1994 году она стала индивидуальной чемпионкой Испании среди юниоров в составе клуба «Ауррера». В 1995 году она вошла в состав сборной Испании по спортивной гимнастике в командных соревнованиях. С тех пор все медали, которые она получала на официальных соревнованиях, были получены в составе сборной Испании. Ее первым важным соревнованием стал Чемпионат Европы в Праге, на котором она была провозглашена субчемпионом Европы по 3 мячам и 2 лентам, а также завоевала еще две бронзовые медали в общем зачете и в финале из 5 колец. В том же году она была провозглашена чемпионкой мира в модальности 3 мячей и 2 лент на чемпионате мира в Вене. Помимо этой золотой медали, она завоевала две серебряные медали в общем зачете и в финале из 5 обручей.
В 1996 году завоевала свой второй титул чемпиона мира в финале из 3 мячей и 2 лент на чемпионате мира в Будапеште, где также завоевала серебряную медаль в общем зачете. В том же году добилась величайшего успеха в своей спортивной карьере, став олимпийской чемпионкой в командном зачете художественной гимнастики на Олимпийских играх в Атланте вместе со своими товарищами по команде Мартой Бальдо, Нурией Кабанильяс, Эстелой Хименес, Лореной Гурендес и Эстибалисом Мартинесом. После этого достижения группа была названа средствами массовой информации «Золотыми девочками». В 1997 году она заняла второе место в Европе с 5 мячами и бронзу с 3 мячами и 2 лентами на чемпионате Европы в Патрах.
После завершения карьеры она стала тренером по художественной гимнастике, будучи тренером на уровне школ в Витории, Сарагосе и Эскаррилье, а также преподавала такие виды спорта, как сноубординг в течение 5 лет на станции Арамон Формигаль, где она также работала администратором. В 2008 году она опубликовала автобиографию «Слезы за медаль», написанную вместе с журналисткой Кристиной Галло. В 2013 году на YouTube был выпущен документальный фильм «Las Niñas de Oro» режиссера Карлоса Бельтрана, в котором рассказывается история олимпийской команды в Атланте-96 через интервью с гимнастками. В 2016 году в Бадахосе она с другими участницами команды приняла участие в праздновании 20-й годовщины получения золотой медали в Атланте-1996.